# Dagaari dioula
Le dagaari dioula (ou dagaari jula, dagari dyoula, jari, wala, yari) est une langue gur du sous-groupe oti-volta, parlée au Burkina Faso par 21 000 personnes en 1999, principalement par les membres de l'ethnie Dagari.

## Géographie
Le dagaari dioula est parlé principalement dans la région Centre-Ouest :  les provinces de Sissili et de Zuri, les villes de Diébougou, To, Boromo, Soukoulaye, Silly, Pa, Dano, Léo, Gao, Dissin, Wessa, Fara et French Hamele.

## Intelligibilité avec les langues voisines
Le dagaari dioula n'est pas intelligible en soi avec le dagaare du Sud, le dioula, ou le moré. Il y a une similarité lexicale de 65% à 70% avec le dagara du Nord.